# Safdar Hashmi
Safdar Hashmi (Hindi सफ़दर हाशमी; * 12. April 1954 in Delhi; † 2. Januar 1989 in Neu-Delhi) war ein indischer Dramatiker, Theaterregisseur und Schauspieler. Er gehörte zu den bedeutendsten Vertretern des linkspolitischen indischen Straßentheaters. Bis zu seinem Tod hatte Hashmi etwa 4000 Auftritte in 24 verschiedenen Stücken.

## Leben
Safdar Hashmi studierte Englische Literatur am St. Stephen’s College in Delhi und schloss danach mit einem M.A. in Englisch an der Delhi University ab. Während dieser Zeit in den frühen 1970er Jahren, die in Indien von Studentenunruhen geprägt war, trat er der Students’ Federation of India bei, einer studentenpolitischen Bewegung der Communist Party of India (Marxist). Er war neben seinem Studium in Theateraufführungen der der CPI(M) nahe stehenden Indian People’s Theatre Association (IPTA) aktiv. 1973 gründete er mit anderen Theateraktivisten die „Jana Natya Manch“ (Janam, „Volkstheaterfront“), die sich dem politischen Straßentheater verschrieb.
Janam schuf ein öffentliches Bewusstsein für die Mängel der politischen Führung in Indien. Mit dem Stück Kursi, Kursi, Kursi kritisierten sie die Regierung von Indira Gandhi noch kurz vor der Verhängung des Notstandes in Indien in Massenaufführungen. Während der Notstandszeit war die Theaterarbeit nahezu unmöglich und Hashmi arbeitete als Dozent für Englische Literatur in Garhwal, Kashmir und Delhi. Ab 1978 hatte Hashmis Truppe mit dem Stück Machine Erfolg, das sie bei einem Gewerkschaftstreffen im November 1978 vor 200.000 Arbeitern aufführten. Ihm folgten mit Gaon Se Shahar Tak, Teen Crore, Aurat und DTC Ki Dhandhli weitere Stücke über Wanderarbeiter, Arbeitslosigkeit, Gewalt gegenüber Frauen und Inflation. 
1979 heiratete er seine Darstellerkollegin Moloyshree. Anfang der 1980er Jahre war er auch als Journalist für Press Trust of India und The Economic Times tätig. Während der Anti-Sikh-Aufstände nach der Ermordung Indira Gandhis bemühte er sich um Deeskalation. Hashmi hielt 1987 und 1988 gemeinsam mit dem Autor Badal Sircar Workshops in den pakistanischen Städten Karatschi und Lahore ab. Mit Habib Tanvir schrieb er 1988 das Proszenium-Stück Moteram ka Satyagraha. 
Am 1. Januar 1989 wurde Safdar Hashmi während einer Aufführung des Stückes Halla Bol in Sahibabad, einem östlichen Vorort von Delhi, von Politaktivisten des Indischen Nationalkongresses von der Bühne gezerrt und mit massiver Gewalt bearbeitet. Er starb am nächsten Tag an den Folgen seiner Verletzungen. Zwei Tage nach seinem Tod spielte die Truppe unter Hashmis Frau das Stück am selben Ort zu Ende. Die Täter wurden erst 14 Jahre nach der Tat wegen Mordes verurteilt.
Im Februar 1989 gründete der Autor Bhisham Sahni mit anderen Künstlern den Safdar Hashmi Memorial Trust (SAHMAT) zur Förderung politisch und gesellschaftlich aktiver Künstler. Hashmis Schriften wurden postum in dem Buch The Right to Perform: Selected Writings of Safdar Hashmi (1989) veröffentlicht.